# MonteShell
MonteShell S.p.A. était une société italienne, créée par une coentreprise entre les géants Montedison et Shell. 

## Historique
La société est créée en 1987 à la suite de la mise en production du plus important gisement pétrolier d'Italie. Montedison, à travers SELM, et Shell, décident d'unifier leurs activités dans le domaine pétrolier et rachètent l'ensemble de la filiale italienne de Total qui se retirait du pays. 
MonteShell devenait ainsi un acteur important sur le marché, le troisième après Agip et IP (filiale d'Agip). La nouvelle entité couvrait le secteur des carburants, des lubrifiants, du GPL et des bitumes. 
L'appellation MonteShell n'était rien d'autre que la contraction de ses géniteurs Montedison et Shell ; MonteShell était juridiquement une coentreprise paritaire. 
En 1991 la société SELM change de raison sociale et devient Edison. Elle cède en 1995 sa participation dans MonteShell.